# Tino-Sven Sušić
Tino-Sven Sušić (pronunciación en bosnio: /tîːno-sʋěn sǔʃitɕ/; Sarajevo, RFS de Yugoslavia, 13 de febrero de 1992) es un futbolista bosnio naturalizado belga. Juega como centrocampista en la U. S. Trodica de la Serie D.
Su padre Sead y su tío Safet Sušić también fueron futbolistas, incluso fueron internacionales con Yugoslavia.

## Selección nacional
Fue internacional con Bélgica sub-18 y sub-19, debido a que emigró con su familia a Bélgica a temprana edad. Sušić era elegible para jugar con Bélgica, Croacia y Bosnia y Herzegovina. En 2013 confirmó que quería representar a su país de nacimiento, Bosnia y Herzegovina.

### Participaciones en Copas del Mundo
| Mundial                        | Sede   | Resultado      | Partidos | Goles |
| ------------------------------ | ------ | -------------- | -------- | ----- |
| Copa Mundial de Fútbol de 2014 | Brasil | Fase de grupos | 1        | 0     |

## Clubes
| Club                        | País                 | Año       |
| --------------------------- | -------------------- | --------- |
| H. N. K. Hajduk Split       | Croacia              | 2012-2016 |
| K. R. C. Genk               | Bélgica              | 2016-2018 |
| → Maccabi Tel Aviv (cedido) | Israel               | 2017-2018 |
| Royal Antwerp F. C.         | Bélgica              | 2018      |
| VVV-Venlo                   | Países Bajos         | 2018-2019 |
| TSV Hartberg                | Austria              | 2019-2020 |
| F. K. Sarajevo              | Bosnia y Herzegovina | 2020-2021 |
| F. C. Kuban Krasnodar       | Rusia                | 2021-2022 |
| N. K. Tabor Sežana          | Eslovenia            | 2022      |
| N. K. Rudeš                 | Croacia              | 2023      |
| F. K. Tuzla City            | Bosnia y Herzegovina | 2023-2024 |
| F. C. Francavilla           | Italia               | 2024      |
| U. S. Trodica               | Italia               | 2024-     |

## Palmarés

### Títulos nacionales
| Título                               | Club                  | País                 | Año  |
| ------------------------------------ | --------------------- | -------------------- | ---- |
| Copa de Croacia                      | H. N. K. Hajduk Split | Croacia              | 2013 |
| Copa Toto                            | Maccabi Tel Aviv      | Israel               | 2018 |
| Liga Premier de Bosnia y Herzegovina | F. K. Sarajevo        | Bosnia y Herzegovina | 2020 |
| Copa de Bosnia y Herzegovina         | F. K. Sarajevo        | Bosnia y Herzegovina | 2021 |

### Distinciones individuales
| Distinción                                 | Año  |
| ------------------------------------------ | ---- |
| Premio camisa amarilla de Sportske novosti | 2016 |